# Chrysosoma parvicucullatum
Chrysosoma parvicucullatum är en tvåvingeart som beskrevs av Lamb 1929. Chrysosoma parvicucullatum ingår i släktet Chrysosoma och familjen styltflugor. Inga underarter finns listade i Catalogue of Life.